# شهرستان ورزقان
شهرستان ورزقان یکی از شهرستان‌های استان آذربایجان شرقی است. مرکز آن شهر ورزقان است. این شهر در فاصله ۷۰ کیلومتری تبریز۳۵ کیلومتری اهر، ۶۵ کیلومتری بخش خاروانا، ۱۳۵ کیلومتری جلفا و ۹۰ کیلومتری مرز یعنی پایانه مرزی نوردوز قرار گرفته. این شهرستان از دو بخش مرکزی و بخش خاروانا تشکیل شده‌است. جمعیت این شهرستان در سرشماری سال ۱۳۸۵، ۴۸٬۱۱۲ برآورد شده‌است که ۴٬۰۸۸ نفر از آن یعنی ۸٫۵ درصد در مرکز شهرستان ساکن‌اند. این شهرستان از سمت شرق به شهرستان اهر، از سمت غرب به شهرستان مرند. از سمت شمال غرب به شهرستان جلفا و از شمال شرق به شهرستان کلیبر و از سمت جنوب به شهرستان تبریز محدود شده‌است. این شهرستان پیش‌تر یکی از بخش‌های شهرستان اهر بوده‌است. امروزه قسمتی از قدیمی‌ترین منطقهٔ قره‌داغ که به دیزمار ارسباران موسوم است تحت عنوان دیزمار مرکزی «(بخش خاروانا)» تابع این شهرستان می‌باشد. این شهرستان که به علت بخش بودن زیاد مورد توجه قرار نمی‌گرفت و در محرومیت به سر می‌برد. پس از جدا کردن بخش مواضع خان (خواجه) از ورزقان و الحاق آن به شهرستان هریس، بخش دیزمار شرقی (مردانقم) از خاروانا و الحاق آن به شهرستان خداآفرین، دیزمار غربی (سیه رود) از خاروانا و الحاق آن به شهرستان جلفا و … به‌موجب جلسهٔ مورخ ۱۳۸۰٫۷٫۱ هیئت وزیران و بنا به پیشنهاد شمارهٔ ۱٫۴٫۹۰۰۷۴ مورخ ۱۳۷۹٫۱۲٫۲۳ وزارت کشور و به استناد ماده (۱۳) قانون تعاریف و ضوابط تقسیمات کشوری، مصوب ۱۳۶۲، اصلاحات تقسیماتی زیر را در استان آذربایجان شرقی تصویب نمود:
بخش‌های ورزقان و خاروانا از شهرستان اهر منتزع و به شهرستان تبدیل و به عنوان «شهرستان ورزقان » شناخته شود. مرکزیت شهرستان درشهر ورزقان خواهد بود این شهرستان شامل بخش‌های زیر می‌باشد:
الف: بخش مرکزی به مرکزیت شهر ورزقان مشتمل بر دهستان‌های:
۱ـ ازومدل شمالی ۲ـ ازومدل جنوبی ۳ـ بکرآباد ۴ـ سینا.
ب: بخش خاروانا به مرکزیت شهر خاروانا مشتمل بر دهستان‌های:
۱ـ ارزیل ۲ـ جوشین ۳ـ دیزمار مرکزی.
در سال ۱۳۸۰ با پیگیری‌های شبانه‌روزی مسئولان وقت، به شهرستان ارتقاء یافت و در تاریخ ۱۱/۱۰/۱۳۸۰ مراسم افتتاح با حضور استاندار وقت و سایر مسئولان استانی و محلی برگزار گردید. در این مراسم مردم شریف و انتظار کشیده منطقهٔ ورزقان به شادمانی‌ها پرداختند و گوسفند و گاو قربانی کرده و نماز شکر به جای آوردند از آن تاریخ چهرهٔ سیاسی و اقتصادی شهرستان تغییر یافت ادارات و نهادها مستقل گردیدند و آرزوی دیرینهٔ مردم دیار ستارخان، علامه جعفری، آیت‌الله علیاری ,  میرزا محمد بخشی و چندین رجال خوشنام این سامان برآورده گردید. لازم به یادآوری است که این بخش با منطقه کرج به بخش تبدیل شده و به علل کم توجهی رژیم گذشته در محرومیت مانده بود. شهرستان ورزقان منطقهٔ معدن‌خیز بوده و انواع عناصر قیمتی و با ارزش در این دیار یافت شده و کشف خواهد گردید و از نظر سوق‌الجیشی و اقتصادی مهم‌ترین و غنی‌ترین منطقهٔ کشور محسوب می‌شود.

## زبان
مردم این شهرستان به زبان ترکی آذربایجانی سخن می‌گویند.

## مس سونگون ورزقان
اکتشافات اصولی مس سونگون از سال ۱۳۶۶ آغاز و پس از طی مراحل مختلف اکتشافی به همت مهندسان جوان و با انگیزهٔ کشور و همت مسئولان منطقه‌ای و کشوری این کانسار به عنوان معدن پرذخیره شناخته شد و از سال ۱۳۷۵ در بودجهٔ کشور دارای ردیف اعتباری شد و  توجه دولت باعث پیشرفت مناسب عملیات اجرائی گردید. کارخانهٔ مس سونگون ورزقان که در سال ۱۳۸۶ هجری خورشیدی فعالیت خود را آغاز کرده‌است، پس از کارخانهٔ مس سرچشمه (کرمان) دومین کارخانهٔ تولید مس در ایران است و این به دلیل قرار گرفتن معدن مس در این منطقه است. در این معدن بیش از ۴٬۰۰۰ میلیارد ریال اعتبار ریالی و ارزی هزینه شده و برای تکمیل پروژه‌های موجود و اجرای پروژه‌های جانبی هزاران میلیارد بودجهٔ ریالی و ارزی نیاز می‌باشد از جمله آن پروژه‌ها ذوب مس و پالایش آن، تولید مولیبدن، استحصال طلا و نقره و … می‌باشد. این معدن دارای بیش از یک میلیارد تن ذخیرهٔ کان سنگ مس می‌باشد و عناصر همراه آن مولیبدن، طلا، نقره، رینیوم و … است. در این شهرستان مناطق دیگری مثل: خوینرود، بالوجه، طویل، کالیجان، شرف‌آباد، اندریان، آستامال، آوان، گوتلر، اوزی و … دارای کانسارهای متنوعی مثل مس، طلا، نقره … می‌باشد. از این میان معدن طلای اندریان به بخش خصوصی فروخته شده و در واقع از اختیار مردم خارج طرح مس سونگون با هدف استخراج معدن به روش نوین و تولید کنسانترهٔ مس با عیار ۳۰٪، جهت تغذیهٔ صنایع مولد کشور و رسیدن به ارزش افزوده بالاتر انجام می‌گیرد. از دیگر دستاوردهای مهم این طرح انتقال دانش فنی، صرفه‌جویی ارزی و اشتغال‌زایی است.

## موقعیت جغرافیایی معدن مس سونگون
معدن مس سونگون در شمال غرب ایران، در استان آذربایجان شرقی، ۱۳۰ کیلومتری شمال تبریز، ۷۵ کیلومتری شمال غرب اهر و ۳۰ کیلومتری شمال ورزقان در همسایگی جمهوری‌های آذربایجان و ارمنستان قرار دارد.
مختصات جغرافیایی منطقه، ۴۶ درجه و ۴۳ دقیقه طول شرقی و ۳۸ درجه و ۴۲ دقیقه عرض شمالی می‌باشد.
کانسار مس سونگون به‌طور متوسط نسبت به سطح دریا دارای ارتفاع متوسط ۲٬۰۰۰ متر، حداکثر ارتفاع در کانسار مس سونگون (چراغلو) ۲٬۷۰۰ متر از سطح دریا و عمیق‌ترین ارتفاع ۱٬۶۲۵ متر نسبت به سطح دریا می‌باشد.
محدود کننده‌های کانسار مس سونگون شامل: رودخانه سونگون چای در شرق کانسار و رودخانهٔ پخیر در شمال کانسار می‌باشد، که پس از پیوستن به هم در میان کافه به رودخانهٔ ایلگینه چای می‌پیوندد که نهایتاً به رودخانهٔ ارس می‌ریزد.
راه دسترسی اصلی معدن از طریق جادهٔ آسفالته تبریز-ورزقان-سونگون و راه دسترسی دوم از طریق جادهٔ تبریز-سیه رود-ملک قضات - خاروانا- ورزقان-سونگون میسر است.

## شرایط آب و هوایی منطقه
به‌خاطر اینکه معدن در منطقهٔ کوهستانی واقع شده‌است، در این مکان شاهد زمستان‌هایی سرد و یخبندان و تابستان‌های معتدل هستیم.
میانگین حداکثر درجهٔ حرارت در تابستان ۳۳ درجهٔ سانتی‌گراد و در زمستان ۲۲ درجهٔ سانتی‌گراد ثبت شده‌است. مقدار حداکثر بارندگی در محل حدود ۳۵۰ میلی‌متر در سال می‌باشد و مقدار رطوبت نسبی در سال میان ۵۲ تا ۸۲ درصد متغیر است، جهت غالب وزش باد، جنوب غربی است. اکثر روزهای بهار و تابستان، معدن مه‌آلود دیده می‌شود.

## تاریخچهٔ معدن مس سونگون
پیشینهٔ معدنکاری در سونگون به دو قرن پیش (دورهٔ قاجاریه) بر می‌گردد. آثار فعالیت‌های قدیمی به صورت استخراج زیر زمینی در امتداد طول رودخانه سونگون در محدودهٔ پرعیار بوده‌است. بهره‌برداری از سنگ‌های پرعیار مس تا سال ۱۳۵۱ متناوباً انجام گرفته‌است.
عملیات اکتشافی با استفاده از روش‌های نوین و وسایل و تجهیزات نو از سال ۱۳۲۵ آغاز و تا سال ۱۳۵۶ ادامه داشته‌است. در سال ۱۳۵۶ وجود ذخایر مس از نوع پرفیری توسط کارشناسان زمین‌شناسی کشور محرز گردید. به‌طوری که در سال ۱۳۷۰ طبق عملیات اکتشافی، ژئو شیمی و ژئو فیزیکی توسط شرکت اولنگ و ایتوک، وجود آنومالی‌های قوی مس و مولیبدین قطعی شد. مطالعات امکان‌پذیری مقدماتی در سال ۱۳۷۰ توسط شرکت SNC کانادا و در سال ۱۳۷۴ توسط شرکت ایتوک انجام شد.
نخستین گمانهٔ کانسار در سال ۱۳۶۸ حفر شد و از سال ۱۳۶۸ تا سال ۱۳۷۱ اکتشافات نیمه تفضیلی توسط شرکت معدنکاری اولنگ و یک شرکت انگلیسی با حفر ۷ دهنه تونل اکتشافی با سطح مقطع ۴ مربع و متراژ کل ۲۵/۲۲۲۴ متر عملیات اکتشافی را ادامه و نیز گمانه‌هایی طی سال‌های ۱۳۷۰ تا سال ۱۳۷۱ در بخش شرقی و شمال شرقی توده کانسار تا اسکارن شمالی ۳۰ حلقه گمانه به عمق ۳٬۰۰۰ متر حفر گردید، تا پارامترهای لازم برای تخمین و برآورد ذخیره، توسط شرکت‌های مزبور فراهم شد.
عملیات پیش باطله نیز از سال ۱۳۷۲ توسط شرکت ترانشه معدن، آغاز و همزمان با انجام اکتشافات تکمیلی و تفضیلی به کمک شرکت‌های مشاور پارس اولنگ و شرکت Rıo tıntı در سال ۱۳۷۸ به پایان رسید.

## پارامترهای اکتشافی مس سونگون
۱. حجم کل ذخیرهٔ قطعی: ۷۹۶ میلیون تن
۲. حجم پیش باطله برداری: ۱۰۵ میلیون تن
۳. حجم کل باطله برداری: ۷۶۷ میلیون تن
۴. حجم کل ذخیرهٔ اکسید: ۷٫۶ میلیون تن
۵. حجم مواد قابل استخراج: ۳۸۸ میلیون تن
۶. طول گمانه‌های حفر شده: ۶۰ هزارمتر
۷. تعداد تونل‌های اکتشافی: ۷ دهنه
۸. سطح مقطع تونل‌ها: ۴ متر مربع

## زمین‌شناسی کانسار مس سونگون
به‌طور کلی کانسار مس سونگون در زون آتشفشان ارومیه-دختر که بخشی از کمربند متالوژنی آلپ-هیمالیا، قرار دارد. این کانسار پرفیری مونزونیتی است که در یک کمربند تکتونیکی زون فرو رانش حاشیه قاره‌ای به سن ترشیاری قرار گرفته‌است. سطح توده کانسار در شبکه اکتشافات تفضیلی حدود یک کیلومتر مربع می‌باشد. این کانسار از نوع نهشته‌های پرفیری مس بوده و رگچه‌های درهم پر عیار در توده نیمه عمیق مونزونیت پر فیری متمرکز شده‌اند. سنگ‌های درونگیر این توده مونزونیتی را واحدهای آهکی کرتاسه بالا و سری‌های ولکانیکی آندزیتی-لاتیتی تشکیل داده‌اند.
درطی فرآیندهای کانی زایی انواع کانیهای سولفیدی، فلزات اصلی و اکسیدها بوجود آمده‌اند. کانیهای سولفیدی موجود شامل: پیریت، مولیبدنیت، گالن، اسفالریت، مارکازیت پیرتیت و سولفیدهای مس (کالکوپیریت، بورنیت، کالکوسیت و کوولیت) می‌باشد. فلزات اصلی شامل: طلا و نقره و اکسیدها شامل: ایلمنیت، روتیل، مگنتیت و گوتیت می‌باشد. همانند سایر معادن پورفیری، سه زون(zone): فروشست (leached)، سوپرژن (supergene) و هیپوژن (hypogene) در معدن مس سونگون قابل رویت است.
ضخامت زون فروشست ار ۲۰ تا ۱۵۰ متر در نوسان بوده و زون سوپرژن دارای ضخامت متغیر از صفر تا ۲۰۰ متر می‌باشد. ضخامت بخش هیپوژن تا حدود ۶۰۰ متر برآورد شده‌است؛ که کانی زایی سونگون به دو بخش سوپرژن و هیپوژن محدود می‌باشد.
به دلیل توپوگرافی شدید و خشن موجود در منطقه و ارتباط تنگاتنگ سطح فوقانی زون سوپرژن با سطح آب زیر زمینی کمر بالای زون سوپرژن در منطقه، سطحی بسیار نا هموار دارد. از زون‌های دگر سانی موجود در کانسار سونگون می‌توان به زون پتاسیک، پروپلیتیک، کوارتز، سیریسیت و آرژیلیک اشاره نمود. دگر سانی غالب در توده معدنی، کوارتز-سیریسیتی است و بعد از آن آلتراسیون آرژیلیتی عمدتاً در قسمت‌های بالای مواد معدنی و حواشی توده کانسار مشاهده شده‌است.

## استخراج معدن مس سونگون
با توجه به مشخصات کانسار و به دلیل تولید بالا و لزوم استفاده از ماشین‌آلات عظیم‌الجثه استخراج معدن به روش روباز (open_pit) طراحی شده‌است.
این روش نسبت به سایر روش‌های استخراج، دارای مزایای: تولید بالا، ایمنی بالا، امکان استخراج مواد معدنی با عیار پایین و پایین بودن ضایعات مواد معدنی می‌باشد.
عملیات حفاری چالها، بارگیری مواد استخراج شده و حمل آن‌ها به دامپ‌های باطله و ماده معدنی و همین‌طور سنگ‌شکن، توسط شرکت‌های پیمانکاری انجام می‌شود. پس از حفر چالهای انفجاری توسط دستگاه‌های حفاری عملیات خرج گذاری و انفجار چالها با استفاده از آنفو، دینامیت، نانل، فتیله کرتکس، فتیله کند سوز و چاشنی معمولی صورت می‌پذیرد.
پس از عملیات انفجار چالها، بارگیری مواد استخراج شده توسط شاول و لودر انجام می‌گیرد.
بولدوزر و گریدر نیز برای تمیز کردن اطراف شاول و سطح پله‌ها استفاده می‌شود. حمل مواد استخراجی نیز توسط دامپتراکهای ۳۰ تا ۱۰۰ تنی انجام می‌شود. باطله‌ها از پله‌های عملیاتی به طرف دامپ‌های باطله که در دره پخیر چای واقعند حمل می‌گردند. مواد معدنی نیز به سنگ‌شکن یا دامپ‌های سولفور واقع در جنوب و شمال معدن حمل می‌گردند.
ذکر این نکته بسیار حائز اهمیت است که شهرستان ورزقان روی کمربند مس جهانی قرار گرفته و بزرگترین نقش را در محرومیت زدائی آن ایفا کرده و انشاالله در آینده نیز ایفا خواهد نمود.

## قلعه جوشین
قلعه جوشین در ۲۶ کیلومتری غرب ورزقان و ۶ کیلومتری [[روستای تاریخی و معدن خیز جوشین و روستای تاریخی و معدن خیز گال و در قلب محال تاریخی دیزمار ارسباران به مرکزیت شهر باستانی خاروانا در یک منطقه کوهستانی سخت‌گذر در بالای یک کوه مرتفع قرار گرفته‌است. در کاوش‌هایی که در آن صورت گرفته، سفالینه‌هایی از هزارهٔ اول قبل از میلاد و قرون اولیه اسلام به دست آمده‌است.
قلعه جوشین که احتمالاً از قلعه‌های بابک خرمدین]] بوده (مطمئن نیستم چون کسی رو پیدا نکردم که در این زمینه اطلاعات کاملی داشته باشه) و بر فراز یک کوه صخره‌ای در یک منطقه کوهستانی زیبا در شمال غربی شهر ورزقان واقع شده‌است. ارتفاع قله از سطح دریا در حدود ۱۸۰۰ متر می‌باشد (از نظر ارتفاعی چندان ارزش کوهنوردی نداره بیشتر ارزش کوهنوردی اون به دلیل مسیر صعب العبور صعوده. مسیر کوه‌پیمایی این قلعه که نیاز به تجهیزات خاصی ندارد  ضلع شمالی اونه. از سایر جهات نیاز به صخره‌نوردی با تجهیزات کامل داره). مسیر رفت از تبریز به ورزقان و از آنجا در جهت شمال غربی به طرف روستای خاروانا می‌باشد. فاصله تبریز تا ورزقان ۹۷ کیلومتر و فاصله ورزقان تا پای قلعه هم باید چیزی در حدود ۳۵ کیلومتر باشه. از شهر ورزقان بطرف شمال غربی در یک جاده کوهستانی مارپیچ و زیبا با رد شدن از روستاهای دیزج ملک و آقابابا فرامرزی به دوراهی خاروانا- اسپیران می‌رسیم که راه سمت راست (به طرف خاروانا) را در پیش گرفته و بعد از عبور از روستاهای داش کسن- گزن بند- مزرعه شادی و نرسیده به داخل روستای جوشین به امامزاده جوشین (سید ابراهیم خلیل) می‌رسیم که در سمت راست (شمال) جاده قرار گرفته‌است. قلعه درست روبروی این امامزاده در سمت چپ جاده (جنوب) قرار گرفته‌است. اگر این جاده را مستقیم ادامه بدهیم به روستای خاروانا و در نهایت به حاشیه رود مرزی ارس خواهیم رسید. من سعی کردم مسیر رفت رو در عکس زیر مشخص کنم.

### آغجه قلعه
این قلعه تاریخی را شاید به خاطر رنگ دیواره‌ها و برج‌های سفیدش که با ملات آهکی سفید در قلهٔ کوهی سبزفام ساخته شده‌است «آغجاقالا» می‌گویند. در فاصلهٔ ۵۰ کیلومتری شمال‌غربی شهر ورزقان واقع شده‌است. موقعیت جغرافیایی و مکانی قلعه و نوع معماری و کاربرد این قلعه نیز شبیه به دیگر قلعه‌های تاریخی آذربایجان می‌باشد.

### قلعه علی بیگ
این قلعه در محدوده شهر خاروانا واقع در دیزمار ارسباران و در دامنه کوه پرآوازه کمتال یا کامتال واقع شده که مسیرش جیب رو بوده و در منطقه حفاظت شده قرار دارد. گفته می‌شود وقتی در زمان فتحعلی شاه قاجار خاروانا توسط روسها اشغال شد شخصی بنام علی بیگ از اهالی خاروانا این قلعه را تعمیر کرده و در منطقه به روس‌ها ضربه می‌زده و با همراهانش در آنجا مخفی می‌شده‌است. در حال حاضر طایفه‌ای تحت عنوان علی بیگلو یا علی بگلو در شهر خاروانا زندگی می‌کنند که گفته می‌شود از نوادگان علی بیگ می‌باشد.

### سید جبرئیل آستامال
این منطقه بسیار زیبا و دیدنی است که از طریق روستای تاریخی آستامال واقع در محال دیزمار ارسباران به مرکزیت خاروانا قابل دسترسی است و امامزاده سید جبرئیل هم در همین محل بوده و دارای زوار در فصول مناسب می‌باشد.

### قاضی بلاغی
این چشمه در منطقه دیزمار شرقی ارسباران و در میان جنگلهای زیبا و پرپشت کرینگان واقع شده و از طریق چیچکلو - پیرگدیگی دارای راه ماشین و پیاده می‌باشد در گذشته دور ایل قاضی لی در این ییلاق با صفا در فصول بهار و تابستان اتراق داشته‌است.

### منطقه چیچکلی
منطقه زیبای چیچکلی در محال دیزمار ارسباران (خاروانا) و ۳۵ کیلومتری شمال غرب ورزقان قرار گرفته‌است. این منطقه پوشیده از جنگل و انواع گل و گیاهان متنوع و داروئی می‌باشد.
بهترین موقع برای گردش آخرهای خرداد می‌باشد

### مسجد جامع خاروانا
این مسجد در مرکز بخش خاروانا در ۷۰ کیلومتری شهر ورزقان واقع شده‌است. قدمت این مسجد به سده‌های ۶ و ۷ هجری قمری می‌رسد این مسجد در نوع خود کم‌نظیر بوده و بعد از انقلاب اسلامی به پاس پیگیریهای مردم شریف خاروانا و مسئولین وقت مرمت شده‌است. این مسجد توسط دختران بایندربیگ ساخته شده‌است. آن‌ها به‌طور همزمان لنگه مسجد خاروانا را در اردوباد نخجوان ساخته بودند. در آن زمان بایندر بیگ حاکم دیزمار ارسباران و اردوباد بوده و قبر وی در روستای دوزال قرار دارد. دوزال اقامت گاه زمستانی و شهر خاروانا اقامتگاه تابستانی بایندربیگ بود.

### خانه امیر ارشد
خانهٔ امیر ارشد که در ۱۲ کیلومتری غرب ورزقان در روستای آبخواره (اوخارا) واقع شده‌است. این ساختمان سنگی که به «داش دامداش» مشهور است از بناهای زیبا و منحصر به فرد شهرستان ورزقان است. خانه امیر ارشد با بهره‌گیری از شیوهٔ معماری تاریخی منطقه و سبک ویژهٔ ابنیه قاجاری طراحی و ساخته شده‌است تا نمایانگر تفکرات و باورها و نحوه زندگی مردم منطقه باشد.

### گنبد الله الله
گنبد الله الله در قبرستان قدیمی روستای کبودگنبد بخش خاروانا واقع شده‌است.
پلان مقبره دایره و قطر آن ۷۵/۴ متر می‌باشد. بنا دارای دو طبقه شامل سردابه و طبقه اول بوده‌است. گنبدهای طبقه فوقانی ریخته‌است. ازاره بنا سنگی و ساقه بنا با آجر چهارگوش قرمز بنا شده که کلمات الله با آجرکاشی فیروزه‌ای تزئین شده‌است. کتیبه‌ها و اسلیمی‌های حاشیه درب‌های چهار طرف طبقه اول با کاشی معرق می‌باشد. تاریخ بنای برج را با توجه به رج‌های آجری با تزئینات اسماءالله در آذربایجان می‌توان به اواخر دوره ایلخانان مغول تا صفویه نسبت داد.
خصوصیات بارز و عوامل تزئین شده بنا برج مقبره است. تاریخ و کتیبه‌ای روی آن باقی نمانده‌است. ترکیب آجرکاشی فیروزه‌ای در متن ساقه بنا که سبب شده‌است به کبودگنبد شهرت پیدا کند، زیبایی خاصی به آن بخشیده‌است. متن کلمات روی بدنه الله و محمد می‌باشد.

### کتیبهٔ سقندل
روستای سقندل در ۵ کیلومتری شهرستان ورزقان و در مسیر جاده ورزقان ـ اهر واقع شده‌است و کتیبهٔ میخی اورارتوئی در ۳ کیلومتری این روستا و بر دامنه کوه زاغی بر سینه سنگی یکپارچه و مرتفع منقوش است. سمت جنوبی سنگ مزبور که به شکل هرم ناقص است، را به صورت مستطیلی به طول ۱۱۶ سانتیمتر و عرض ۵۷سانتیمتر صاف و صیقلی نموده و فرمان سر دوری پسر آرگیشتی پادشاه اورارتوئی را در ده سطر به خط میخی بر آن نقش کرده‌اند. متن ترجمه فرمان مزبور عبارتست از:
1. عرابه جنگی خالدی به راه افتاد.
2. آن به کادیااونی پادشاه پولوآدی حمله کرد.
3. پولو آدی ناحیه‌ای کوهستانی است. بیاری خالدی توانا.
4. در عرابه جنگی نیرومند خالدی این لشکرکشی {توسط}
5. سر دوری پسر ارگیشتی صورت گرفت.
6. سر دوری گوید: من بیست و یک قلعه را گرفتم.
7. من در یک روز چهل و پنج شهر را تصرف کردم. لیپ لی اونی.
8. شهر پادشاه و شهر مستحکم را در جنگ گرفتم.
9. سر دوری پادشاه مقتدر، شاه بزرگ.
10. شاه کشورها، شاه مملکت بیا ای نی و فرمانروای شهر توشپاست.

این کتیبه به شماره ۷۹۵ در فهرست آثار ملی کشور به ثبت رسیده‌است.

## زلزله سال ۹۱ ورزقان
ساعت ۱۷:۰۴ دقیقه در شهرستان ورزقان زنگ بیداری را برای ما غفلت پیشگان به صدا درآورد.
دو زمین لرزه کمابیش شدید بودند که در روز شنبه ۲۱ مرداد ۱۳۹۱ مناطقی از استان آذربایجان شرقی را لرزاندند؛ زمین‌لرزه‌ای با بزرگای گشتاوری ۶٫۴ در ساعت ۱۶:۵۳ به وقت محلّی در ۱۷ کیلومتری اهر و زمین لرزه‌ای با بزرگای گشتاوری ۶٫۳ در ساعت ۱۷:۰۴ به وقت محلّی در ۱۰ کیلومتری ورزقان.
مؤسسه ژئوفیزیک دانشگاه تهران و سازمان زمین‌شناسی آمریکا، کانون هر دو زمین‌لرزه را در عمق حدود ده کیلومتری زمین ذکر کرده‌اند. این زمین‌لرزه‌ها، در استان‌های آذربایجان غربی، گیلان، زنجان و اردبیل و همچنین در باکو، پایتخت جمهوری آذربایجان، نیز احساس شد.
بر اثر این زمین‌لرزه در شهرستان‌های اهر، ورزقان و هریس، ۳۰۶ نفر کشته و بیش از ۵۰۰۰ نفر مجروح شدند. در مجموع ۱۵۵ هزار نفر دچار حادثه شدند که در ورزقان ۴۲ هزار نفر را دربرگرفت. بیشترین تلفات انسانی از روستاهای «باجه باج»، «گوردره» و «دبنو» و همچنین شهر ورزقان بوده‌است. با گذشت سه روز از زمین‌لرزه، مأموران امداد و نجات هلال احمر، زنی را در روستای سرخاگو از توابع شهرستان ورزقان زنده از زیر آوار بیرون کشیدند. این در حالی است با گذشت یک روز از زمین‌لرزه اعلام شد که عملیات آواربرداری به اتمام رسیده و تمامی افراد از زیر آوار بیرون کشیده شده و مجروحان به بیمارستان منتقل شدند.
دراین زمین‌لرزه‌ها ۱۲ روستای شهرستان ورزقان به‌طور کامل تخریب شده که هر یک از این روستاها حدود ۹۰۰ تا هزار نفر جمعیت داشتند. همه زیرساخت‌های مخابراتی ناحیهٔ ورزقان به هم ریخته و تمامی خطوط قطع شدند.
مناظق اطراف اهر، هریس و ورزقان فاقد بیمارستان بودند که همین امر سبب گشت مجروحین حادثه از این مناطق برای مداوا به بیمارستان‌های شهر تبریز انتقال داده شوند و به همین علت تقاضای برپایی بیمارستان صحرایی در منطقه شده بود.

## تقسیمات کشوری
- بخش مرکزی شهرستان ورزقان
  - دهستان ازومدل جنوبی
  - دهستان ازومدل شمالی
  - دهستان بکرآباد
  - دهستان سینا

شهر: ورزقان
- بخش خاروانا
  - دهستان ارزیل
  - دهستان جوشین
  - دهستان دیزمار مرکزی

شهر: خاروانا